# Sanjō Saneka
Sanjō Saneka (三条 実香, [, さんじょう さねか] Erro: {{japonês}}: texto da transliteração contém caractere não latino (pos 3) (ajuda), 1469 - 1559) foi um nobre do final do período Muromachi e inicio do período Sengoku da história do Japão. Pertencia ao ramo Sanjō do Clã Fujiwara e se tornou o 15º líder desse ramo.

## Biografia
Saneka era filho do udaijin Kinatsu. Não se sabe ao certo a data em que entrou para a corte imperial, mas foi durante o reinado do Imperador Go-Tsuchimikado. Em 1487 Saneka foi promovido ao posto de jusanmi (funcionário da corte de terceiro escalão júnior),  em 1489 ele foi nomeado chūnagon e em 1490 como dainagon. Em 1491 ele foi promovido ao posto de shōsanmi (terceiro escalão sênior).
Em 1501, já sob o reinado do Imperador Go-Kashiwabara Saneka foi  promovido ao posto de junii (segundo escalão júnior) e em 1504 a shōnii (segundo escalão sênior). De 1507 a 1515 Saneka foi nomeado naidaijin, em 1515 foi promovido a juichii (primeiro escalão júnior) sendo nomeado udaijin cargo que ocupou até 1518, quando foi nomeado sadaijin ocupando esse cargo até 1521.
Em 1535, já sob o reinado do Imperador Go-Nara ele se tornou como Daijō Daijin cargo que ocupou até 1536.No ano seguinte, 1537 abandona sua vida na corte e se torna um monge budista, assumindo o nome de Taiku (諦 空). Saneka veio a falecer em 2 de abril de 1559. Teve como herdeiro o filho Kinyori.